# Calycera
Genre
Classification phylogénétique
Calycera est un genre de plantes dicotylédones de la famille des Calyceraceae.
La classification phylogénétique APG II (2003) situe les Calyceraceae dans l'ordre des Asterales.

## Liste d'espèces
Selon ITIS :
- Calycera balsamitifolia A. Rich.

Selon Catalogue of Life (9 mai 2023) :
- Calycera calcitrapa Griseb.
- Calycera crassifolia (Miers) Hicken
- Calycera herbacea Cav.
- Calycera monocephala (Phil.) S. Denham & Pozner
- Calycera necronensis (Zav.-Gallo, S. Denham & Pozner) S. Denham & Pozner
- Calycera pulvinata J. Rémy